# Arco (muzyka)

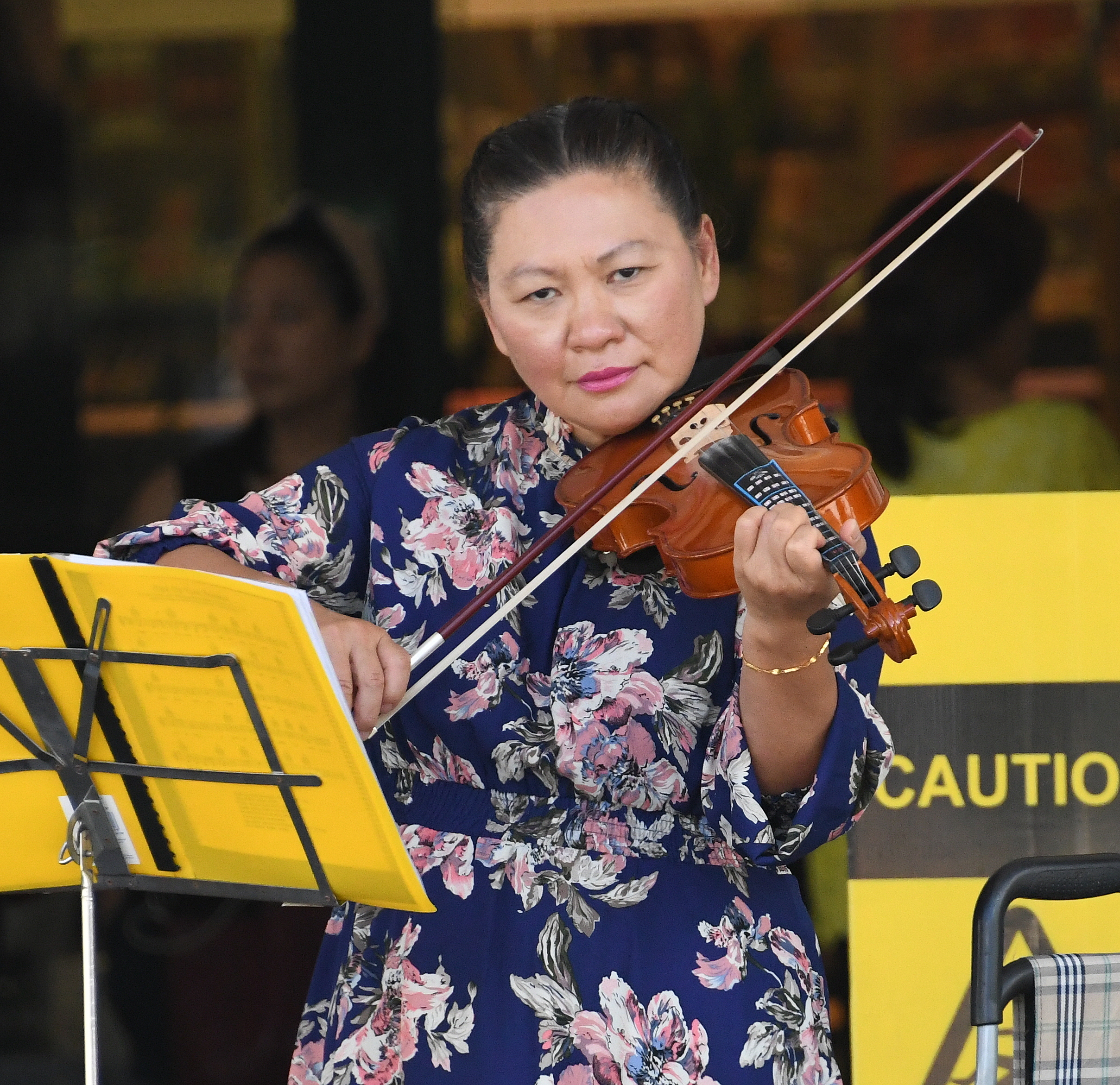
Gra arco na skrzypcach

Arco (wym. arko, wł. smyczek, smyczkiem), inaczej coll'arco – gra na strunie lub strunach za pomocą smyczka. 
Określenie to stosowane w zapisie nutowym dla instrumentów smyczkowych, wskazuje na ponowne użycie smyczka i unieważnia nakazany poprzednio inny sposób wydobycia dźwięku, np. pizzicato, col legno.